# Alejandro De Aza
Alejandro Alberto De Aza Ceda (nacido el 11 de abril de 1984 en Guaymate) es un jardinero de béisbol profesional dominicano. Ha jugado en las Grandes Ligas (MLB) para los Miami Marlins, Chicago White Sox, Baltimore Orioles, Boston Red Sox, San Francisco Giants, New York Mets y Washington Nationals.

## Ligas menores
De Aza fue firmado originalmente por los Dodgers de Los Ángeles como amateur el 1 de mayo de 2001. Fue seleccionado por los Marlins de Florida en el Draft de Regla 5 en la fase de ligas menores en el 2004.
En 2005, De Aza bateó para .286 con 34 bases robadas y 75 carreras anotadas mientras jugaba para los Júpiter Hammerheads. En 2006, De Aza bateó para .278 con 12 dobles, dos triples, dos jonrones, 16 carreras impulsadas y 27 bases robadas en Doble-A.

## Grandes Ligas

### Florida Marlins
El 28 de marzo de 2007, De Aza fue nombrado el jardinero central titular de los Marlins, superando a Reggie Abercrombie, Eric Reed, y Álex Sánchez en lo que fue visto como una sorpresa. Bateó para .303 en nueve partidos para los Marlins antes de ir a la lista de lesionados el 16 de abril con un esguince en el tobillo derecho, una resonancia magnética a mediados de mayo reveló que el tobillo estaba fracturado. Fue llamado por los Marlins de la Florida en mayo de 2009.

### Chicago White Sox
El 21 de octubre de 2009, los Medias Blancas de Chicago reclamaron a De Aza en waivers. El 27 de julio de 2011, bateó el primer jonrón de su carrera de Grandes Ligas contra el lanzador de los Tigres de Detroit Max Scherzer.